# オーガニック・シンセシズ
オーガニック・シンセシズ (Organic Syntheses) は学術雑誌の1つである。1921年以来、査読・確認済みの有機化合物の詳細な合成法を年刊の形で化学分野に提供している。全ての投稿は他のグループの化学者の実験によって確認されているため、掲載されている論文の信頼性は非常に高い。しばしばOS（オーエス）と略称される。Org. Synth. が標準的な省略形である。

## 歴史
Organic Synthesesの歴史は 1914年に始まる。この頃、第一次世界大戦によってヨーロッパからアメリカ合衆国への化学研究に必要な物資の輸入が途絶えていた。この状況に対し、イリノイ大学アーバナ・シャンペーン校は「夏の学校 (summer preps)」を開催し、そこでは学生が様々な化合物の合成研究に従事した。需要の高い化合物の1つとして写真用の感光フィルムに使われる染料があり、イーストマン・コダック社有機化学部門はこの分野の研究を基に設立された。この夏の学校は第二次世界大戦下での戦時協力にも寄与したが、その後化学会社にそれぞれ独自の研究環境が整ってきたため、1950年に打ち切られた。毎年開発した合成法は生徒によって記録され、1919年から1921までの初期には小冊子の形で配布され、そして1921年からはOrganic Synthesesとしての出版が開始された。それ以来、工業研究所や他大学の研究室からの投稿が受け付けられるようになった。1998年、編集部は Organic Syntheses の過去の版とこれから出版される号をインターネットで公開することを決定した。これはオープンアクセスであり、誰でも自由に閲覧できる。